# Котельниково (Архангельская область)
 Коте́льниково — деревня в Котласском районе Архангельской области. Часть бывшего села Вотлажма. Входит в состав муниципального образования (сельского поселения) «Черемушское».

## География
Водных объектов вблизи деревни нет. Близлежащие деревни: Песчаница, Миневская, Башарово, Согра.

## История
Деревня Котельниково отмечена на карте за 1792 год.
До упразднения уездно-губернского деления входило в состав Вотложемской волости Великоустюжского уезда Вологодской и Северо-Двинской губерний.

## Население
| 2002 | 2010 | 2012 |
| ---- | ---- | ---- |
| 3    | ↗6   | ↘5   |

## Инфраструктура
Личное подсобное хозяйство с зоной сельскохозяйственного использования, индивидуальная застройка усадебного типа.

## Транспорт
Деревня доступна автотранспортом. Остановка общественного транспорта «Котельниково». 